# Rue Saint-Sulpice (Montréal)
Pour la rue Saint-Sulpice à Paris, voir Rue Saint-Sulpice (Paris).
La rue Saint-Sulpice est une voie de Montréal.

## Situation et accès
Cette petite rue historique, d'axe nord-sud, située dans le Vieux-Montréal commence rue de la Commune pour se rendre à la place d'Armes. Elle longe la basilique Notre-Dame que dirigent toujours les Sulpiciens, ainsi que la place d'Armes.
À l'ouest, se trouve l'entrée de la chapelle Notre-Dame du Sacré-Cœur. À l'est, débute la rue Le Royer.

## Origine du nom
La rue est nommée en souvenir de la communauté religieuse fondée par Jean-Jacques Olier, ainsi que du rôle joué par les Sulpiciens comme seigneurs de l'île de Montréal et curés de la paroisse.

## Historique
En juillet 1672, François Dollier de Casson, supérieur du Séminaire de Saint-Sulpice, redessine la trame urbaine de Ville-Marie.
L'une des artères qu'il dessine relie la rue Saint-Paul à la place d'Armes. Connue à l'origine sous le nom de rue Saint-Joseph (la rue longe le terrain de l'Hôtel-Dieu géré par les Hospitalières de Saint-Joseph), on lui donne son nom actuel en 1863. Mesurant de 18 pieds français (5,85 m) de large lors de son ouverture, la rue a été élargie du côté est et atteint de nos jours 10,2 m de large.

## Bâtiments remarquables et lieux de mémoire
- Chapelle Notre-Dame du Sacré-Cœur

## Sources
- Ville de Montréal, Les rues de Montréal. Répertoire historique, Édition Méridien, Montréal, 1995